# Deduktív érvelés
A deduktív érvelés olyan érveléseket foglal magába, ahol a premisszák minden kétséget kizáróan bizonyítják a konklúziót. Ezek az érvek a legerősebbek, ezért a premisszák igazsága garantálja a konklúzió igazságát. A deduktív érvelések apparátusa a formális logika, mely által vizsgáljuk a premisszák és a konklúzió közötti kapcsolatot. Deduktív érvelés esetében a premisszák és a konklúzió közötti kapcsolat szoros.
Példák deduktív érvelésre
- P1: Minden szabad bölcsész Gyűrűk ura rajongó.
- P2: Anna szabad bölcsész.
- K: 'Anna Gyűrűk ura rajongó.

Ebben az esetben a premisszákból minden kétséget kizáróan következik a konklúzió; mivel minden szabad bölcsész Gyűrűk ura rajongó, és Anna is szabad bölcsész, így abból az következik, hogy Anna feltétlenül Gyűrűk ura rajongó, hiszen más alternatíva deduktív érvelésnél nem áll fenn.
- P1: Egyik környezetvédő sem eszik marhahúst.
- P2: Tibor nem környezetvédő.
- K: Tibor eszik marhahúst.

Ebben az esetben a konklúzió nem következik az előfeltételekből, hiszen nemcsak a környezetvédelem miatt mondhat le valaki a marhahúsról, hanem például azért is, mert nem szereti.
Amint az a közzétett példákon látszik, megállapítható, hogy mikor beszélünk egy premissza esetében deduktív érvelésről. Azok a kifejezések, melyek által a konklúzió megerősítésre kerül, megjelennek a premisszában: minden/mindegyik, egyik sem, nincs olyan.

## Kapcsolódó szócikk
- Induktív érvelés